# Sarah Robertson (hockey sur gazon)
Pour les articles homonymes, voir Robertson.
Sarah Robertson, née le 27 septembre 1993 à Melrose en Écosse, est une joueuse internationale écossaise de hockey sur gazon qui joue comme milieu de terrain ou attaquant pour l'Écosse et la Grande-Bretagne.
Elle joue au hockey de club dans la Premier Division pour le Hampstead & Westminster. Robertson a également joué pour les clubs de hockey féminin de l'université d'Édimbourg, KHC Dragons en Belgique et Holcombe. Elle a fait ses débuts internationaux seniors pour l'Écosse en 2012 et ses débuts internationaux pour la Grande-Bretagne en 2015. Elle a représenté l'Écosse aux Jeux du Commonwealth de 2014 et aux Jeux du Commonwealth de 2018.